# Quinta Vigia

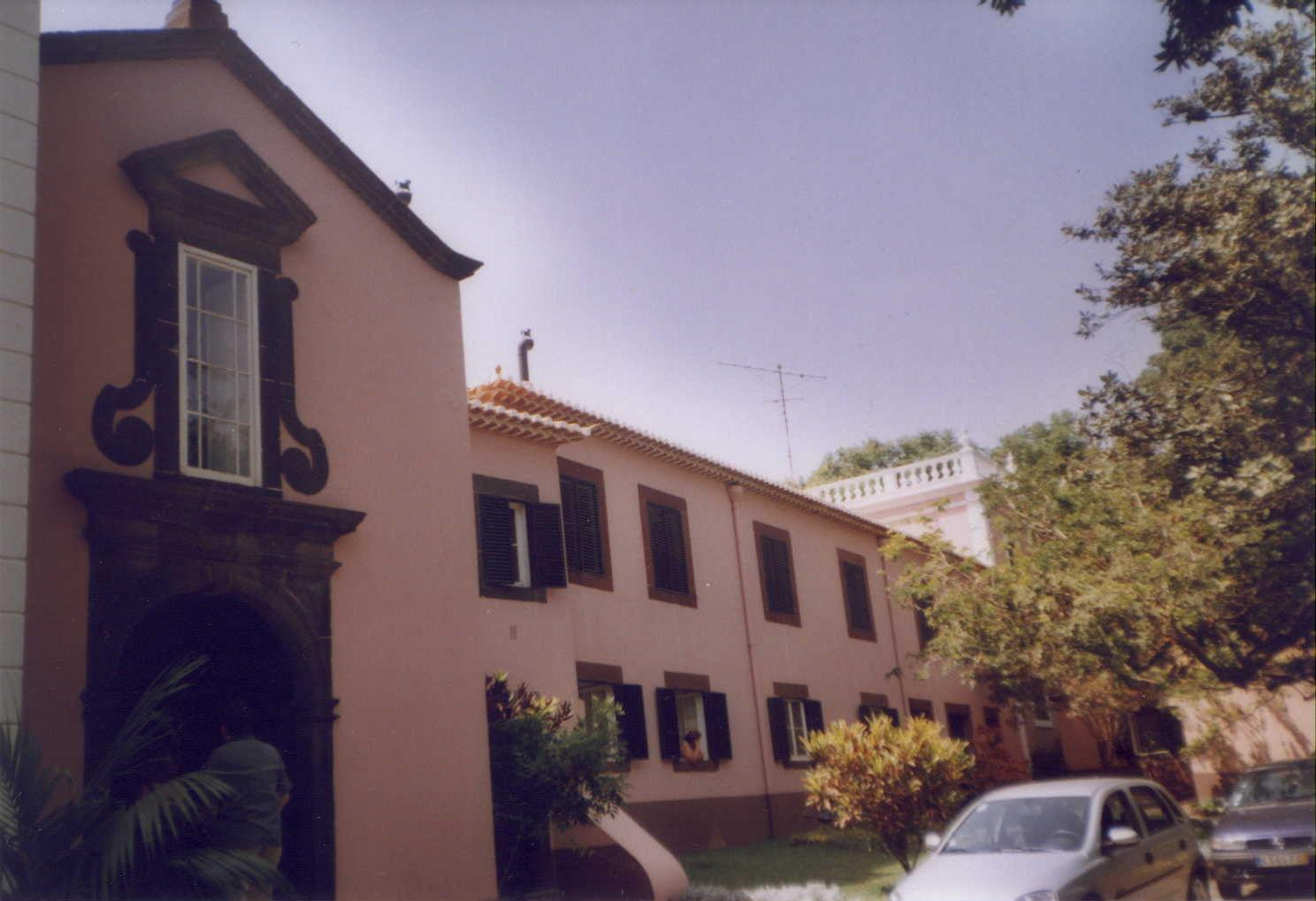
Dnešní Quinta Vigia – oficiální vládní rezidence.

Quinta Vigia je od 2. května roku 1984 oficiální rezidencí předsedy regionální madeirské vlády.
Na Madeiře Quinta označuje vilu v rozsáhlých zahradách s dalšími stavbami. Původní Quinta Vigia stála od 16. století nedaleko od současné. Původně se nazývala Quinta das Angústias podle kapličky Nossa Senhora das Angústias, k níž byla přistavěna. V této původní quintě, kromě jiných známých osobností, přebývala i Sissi – manželka rakouského císaře, při léčebném pobytu v letech 1860-61 (při druhé návštěvě Madeiry roku 1893, 94 přebývala v hotelu Reid's). Původní quinta ustoupila v sedmdesátých letech hotelu Pestana Casino Park. Připomíná ji jen socha Sissi v tomto místě. Ostatní budovy se zahradami byly zcela přestavěny.
Část zahrady v okolí dnešní Quinty Vigia a sousedící s parkem Santa Catarina byla změněna na malou botanickou zahradu a je částečně přístupná veřejnosti. Jsou zde i voliéry s exotickými ptáky. Ze zahrady je pěkný výhled na funchalský záliv s přístavem.

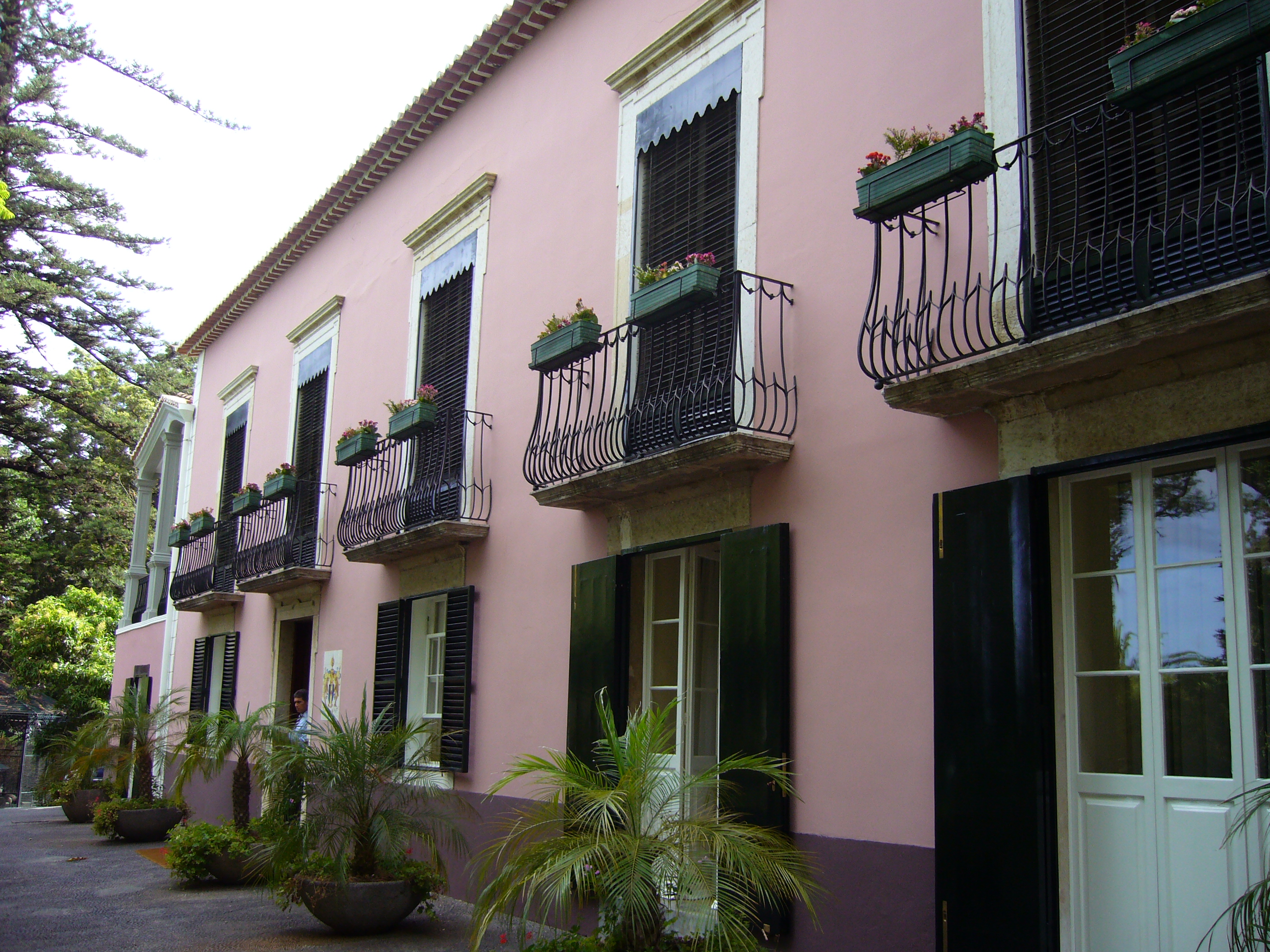
Quinta Vigia roku 2009.
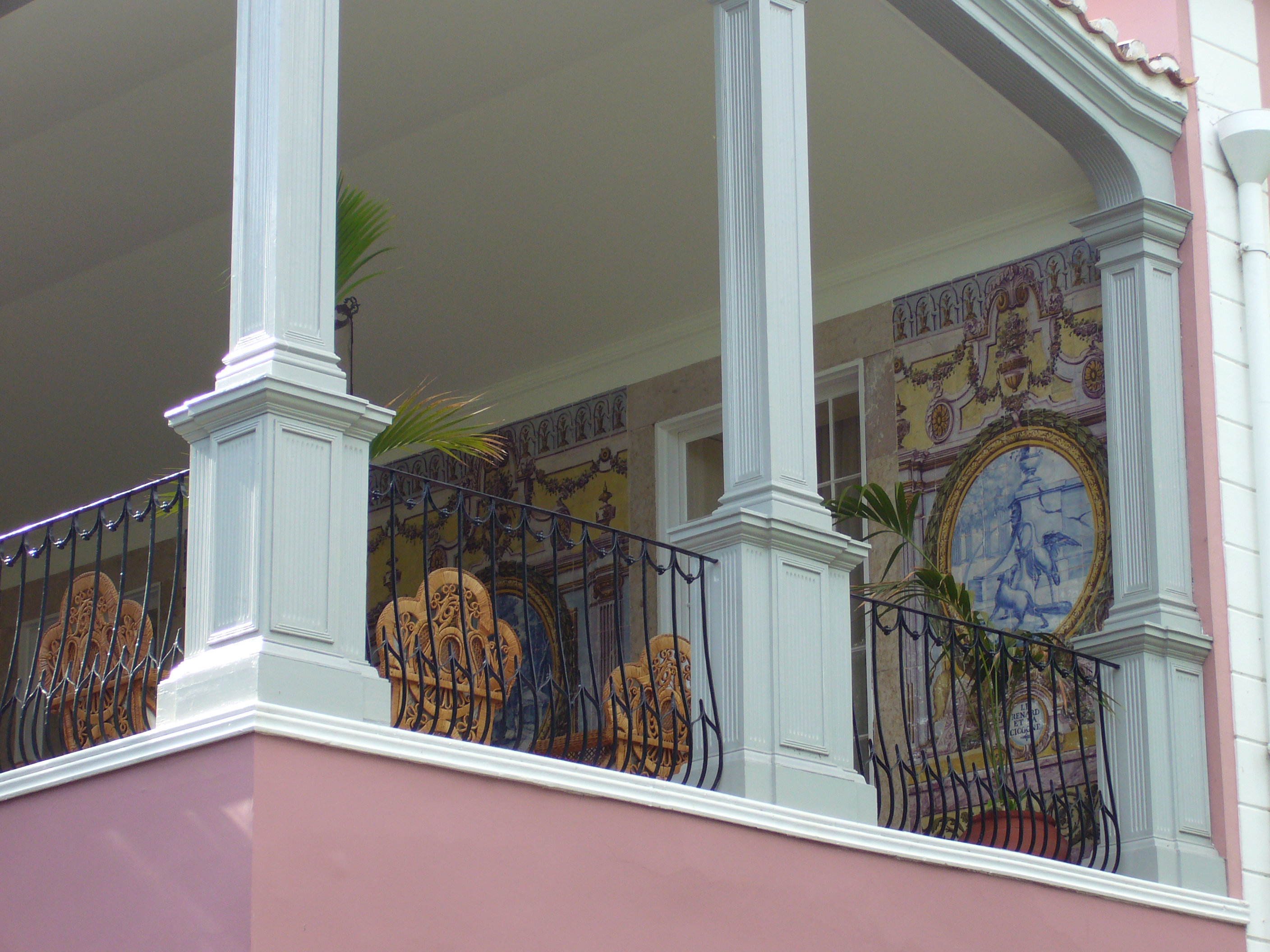
Balkon Quinty zdobený azulejos.
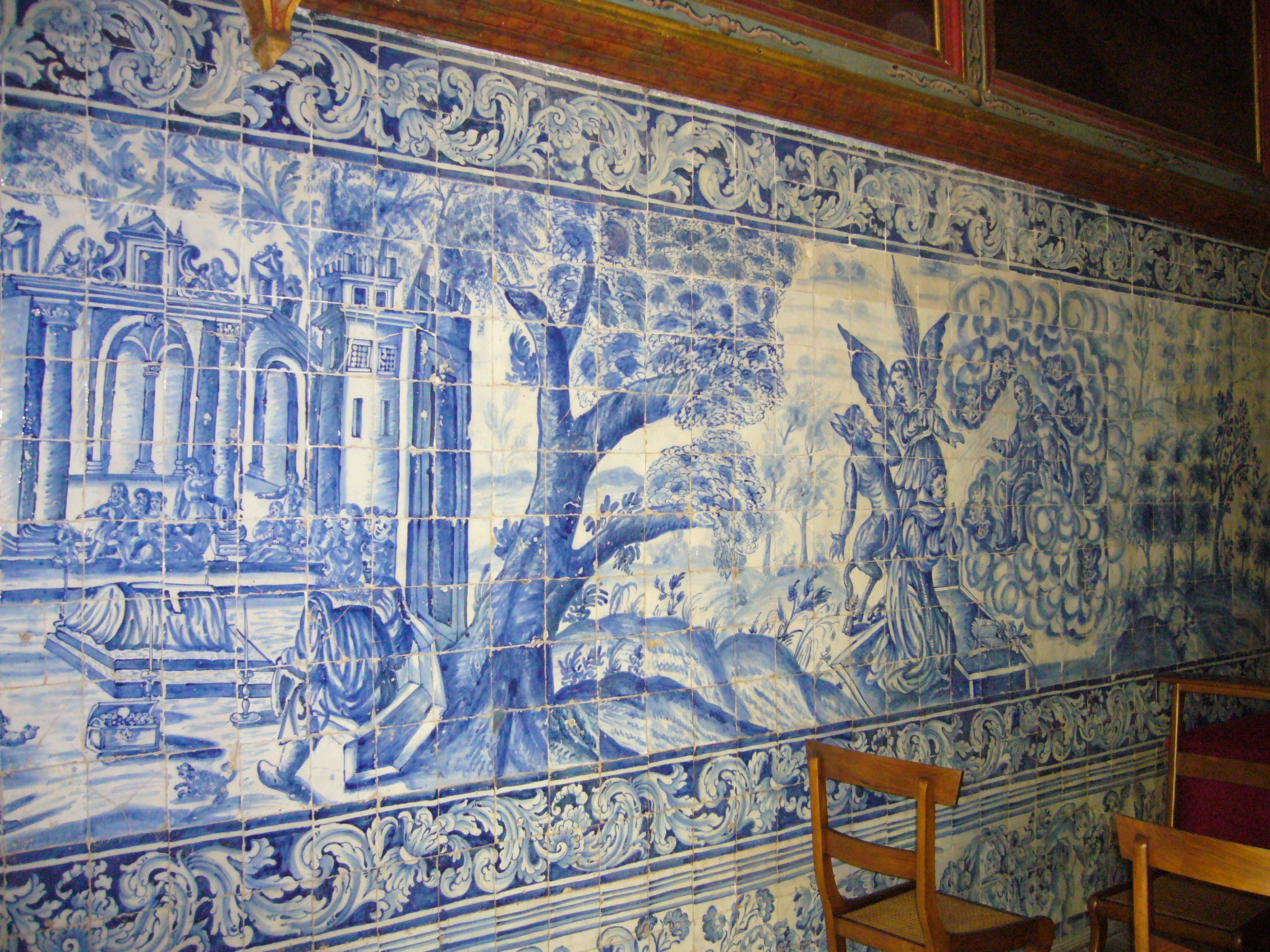
Azulejos v interiéru kaple.
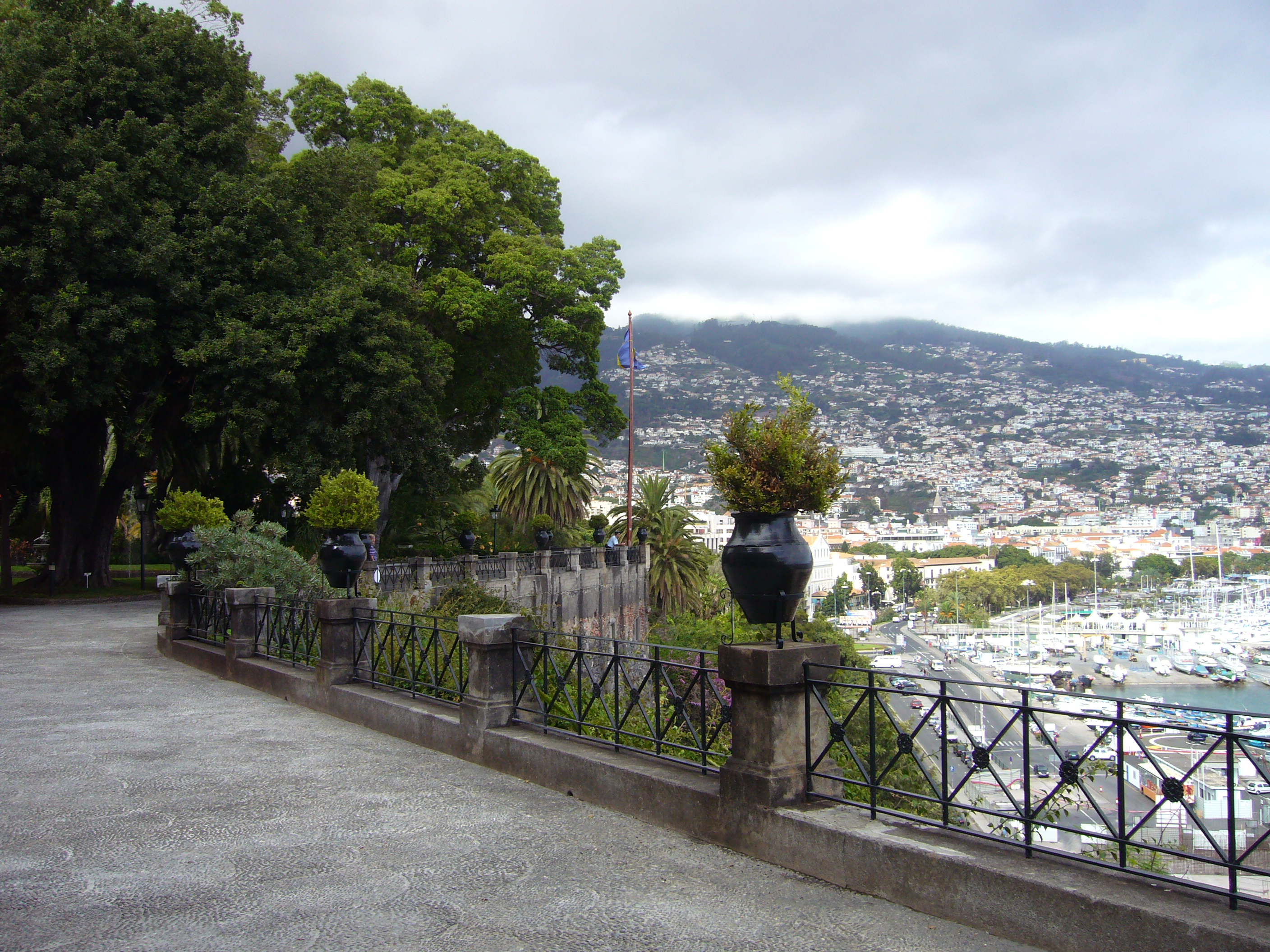
Pohled z parku u Quinty na přístav a město.
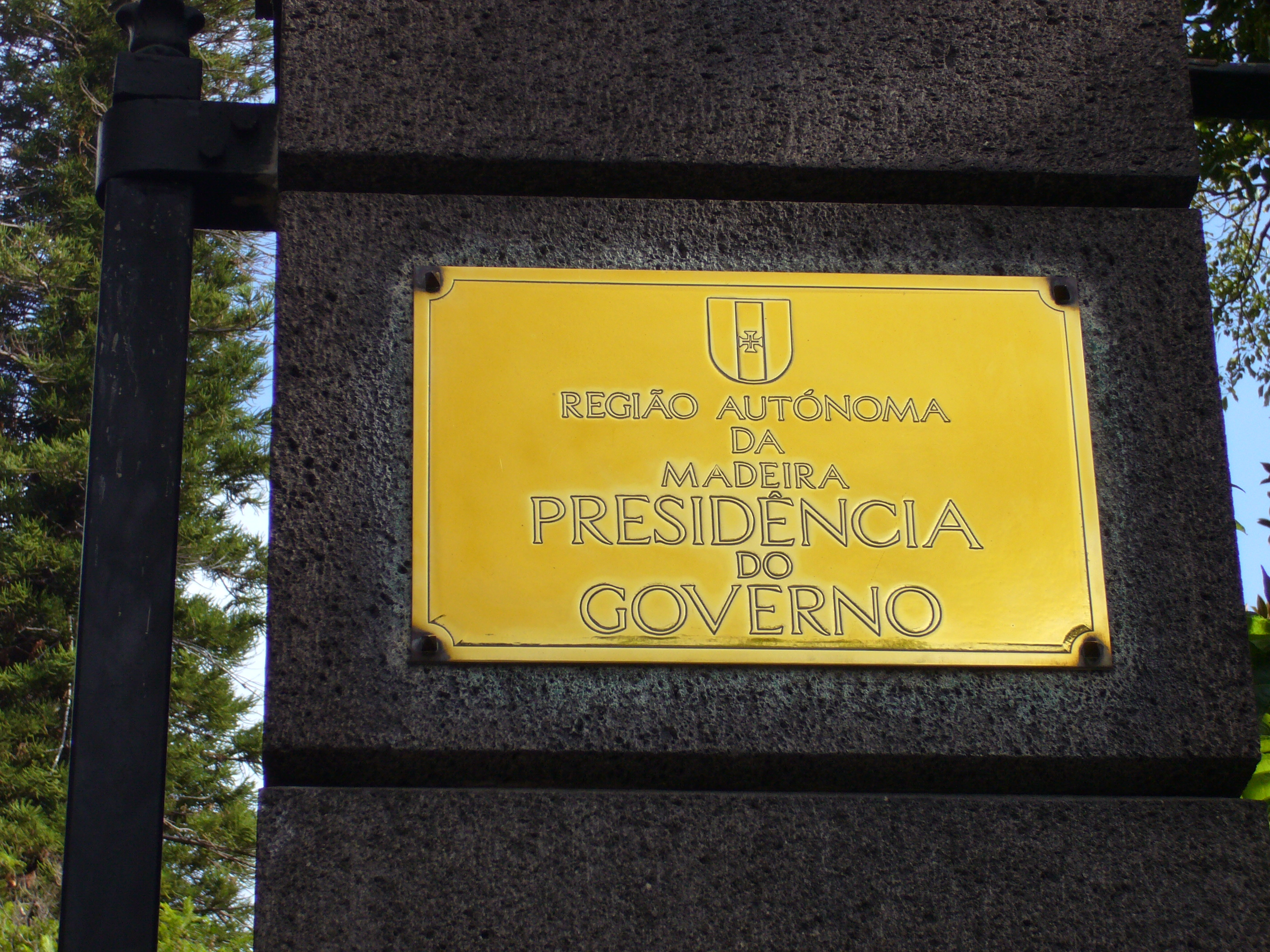
Vstupní brána do vládní vily - Quinta Vigia.